# Первоуральский исторический музей
Первоуральский исторический музей — музей истории города Первоуральска, промышленного производства завода «Русский Хром 1915», самый большой и главный музей города Первоуральска. Находится в Свердловской области, город Первоуральск, на улице Карбышева, 1 в районе Хромпик.

## История
Исторический музей Первоуральска был создан в декабре 1987 года на основе музея трудовой и боевой славы завода «Хромпик» (ныне ЗАО «Русский хром 1915»). В настоящее время над данным культурным учреждением висит угроза закрытия. Возможно, музей расширят и перенесут в недавно отстроенный современный культурный центр города Первоуральска «Шайба». Планируется, что это здание станет новым культурным пространством города.

## Экспозиция
Экспозиция музея занимает четыре зала. Первые три зала посвящены истории предприятия «Русский хром 1915» (бывший «Хромпик»). Здесь представлена история строительства завода, рассказывается о вкладе первоуральцев в Великую Победу, в частности об эвакуированных заводах, продукции тыла и Уральский добровольческий танковый корпус и далее о послевоенном развитии и работе завода.
В четвёртом зале музея проходят выставки, посвящённые истории строительства и производства Первоуральска, уральским народным традициям, а также проводятся выставки художественного и декоративно-прикладного искусства.
Музей делает акцент на военно-патриотическом воспитании. Экскурсии в музее часто проходят совместно со встречами с участниками и ветеранами войны и тыла, с бывшими узниками фашистских лагерей, с известными людьми города и авторами выставок.